# Чемпіонат світу з легкої атлетики в приміщенні 2018 — Потрійний стрибок (чоловіки)
Змагання з потрійного стрибку серед чоловіків на Чемпіонаті світу з легкої атлетики в приміщенні 2018 у Бірмінгемі відбулись 3 березня в Арені Бірмінгем.

## Рекорди
На початок змагань основні рекордні результати були такими:
| WIR | Тедді Тамго Франція       | 17,92 м | Париж Франція  | 6 березня 2011  |
| CR  | Тедді Тамго Франція       | 17,90 м | Доха Катар     | 14 березня 2010 |
| WL  | Алмір дус Сантус Бразилія | 17,37 м | Льєвен Франція | 13 лютого 2018  |

Під час змагань був встановлений наступний основний рекордний результат:
| WL | Вілл Клей США | 17,43 м | Бірмінгем Велика Британія | 3 березня 2018 |

## Розклад
| Дата           | Час початку | Стадія |
| -------------- | ----------- | ------ |
| 3 березня 2018 | 19:08       | Фінал  |

Вказаний місцевий час (UTC+0)

## Результати
За регламентом змагань кваліфікаційний відбір до фіналу не проводився. У фіналі всі атлети мали змогу виконати по три спроби, після чого вісімці найкращих за результатами цих спроб надавалось право виконати ще дві спроби, а насамкінець - четвірка найкращих за результатами п'яти спроб мала змогу виконати ще одну..

### Фінал
| Місце | Атлет             | Країна       | #1      | #2      | #3      | #4      | #5      | #6      | Результат | Примітки |
| ----- | ----------------- | ------------ | ------- | ------- | ------- | ------- | ------- | ------- | --------- | -------- |
| 1     | Вілл Клей         | США          | 16,89 м | 16,86 м | 16,76 м | 17,43 м | 17,35 м | 17,31 м | 17,43 м   | WL       |
| 2     | Алмір дус Сантус  | Бразилія     | 16,70 м | 17,22 м | 16,97 м | x       | 17,41 м | x       | 17,41 м   | PB       |
| 3     | Нельсон Евора     | Португалія   | 17,14 м | x       | 17,40 м | 17,25 м | x       | 16,71 м | 17,40 м   | NIR      |
| 4     | Алехіс Копельйо   | Азербайджан  | x       | 17,17 м | 17,05 м | 16,82 м | x       | x       | 17,17 м   | SB       |
| 5     | Кріс Картер       | США          | 16,76 м | 16,70 м | 16,75 м | 17,04 м | 17,15 м |         | 17,15 м   |          |
| 6     | Уг Фабріс Занго   | Буркіна-Фасо | 16,16 м | 16,57 м | 17,11 м | 16,71 м | 16,87 м |         | 17,11 м   |          |
| 7     | Чжу Ямін          | Китай        | 16,66 м | 16,86 м | 16,81 м | 16,87 м | 16,38 м |         | 16,87 м   | PB       |
| 8     | Дун Бінь          | Китай        | x       | 16,84 м | x       | 16,71 м | 16,10 м |         | 16,84 м   | SB       |
| 9     | Крістіан Наполес  | Куба         | x       | x       | 16,70 м |         |         |         | 16,70 м   |          |
| 10    | Ельвійс Місанс    | Латвія       | x       | x       | 16,55 м |         |         |         | 16,55 м   | SB       |
| 11    | Макс Гесс         | Німеччина    | x       | x       | 16,47 м |         |         |         | 16,47 м   |          |
| 12    | Момчіль Караілієв | Болгарія     | 16,03 м | 16,14 м | x       |         |         |         | 16,14 м   |          |
| 13    | Клайв Пуллен      | Ямайка       | x       | 16,13 м | x       |         |         |         | 16,13 м   |          |
| 14    | Фабріціо Донато   | Італія       | 15,96 м | x       | x       |         |         |         | 15,96 м   |          |
| 15    | Анді Діас         | Куба         | x       | 15,37 м | –       |         |         |         | 15,37 м   | SB       |